# ريان أندرسون (لاعب كرة قدم أمريكية)
ريان أندرسون (بالإنجليزية: Ryan Anderson)‏ هو لاعب كرة قدم أمريكية أمريكي، ولد في 12 أغسطس 1994 في ديفني في الولايات المتحدة.

## وصلات خارجية
- ريان أندرسون على موقع مرجع كرة القدم المحترفة.كوم (الإنجليزية)